# No manches Frida
No manches Frida es un remake de la película alemana Fack ju Göhte. Del género comedia mexicana con producción alemana-estadounidense estrenada el 15 de junio de 2016. Es dirigida por el director español Nacho García Velilla y protagonizada por Omar Chaparro y Martha Higareda, quien también es productora de esta película. Además, cuenta con las actuaciones juveniles de Carla Adell, Mario Morán, Regina Pavón, Memo Dorantes y Karen Furlong.
Esta es la primera parte de esta saga y su segunda parte se estrenó en marzo de 2019.

## Sinopsis
Cuenta la historia de Ezequiel "Zequi" Alcántara (Omar Chaparro), un ladrón quien tras salir de la cárcel decide regresar al terreno baldío donde su cómplice enterró el dinero, pero para sorpresa de él, el terreno se había vuelto en el gimnasio de la preparatoria Frida Kahlo.
Para recuperar el dinero, falsifica documentos para ingresar a la preparatoria como maestro sustituto. Con todo éxito, ingresa a la institución pero no contó con que le tocaría una clase de estudiantes descontrolados, rebeldes y mal educados, tales que siempre hacen bromas pesadas a los maestros, en especial el aula 4B. Inicialmente no le da importancia alguna sobre lo que suceda, pero todo cambia cuando es a él a quien le toca dar clases con dicho grupo. Para contrarrestar este comportamiento, Zequi muestra su ruda actitud ante los estudiantes, algo que hace que todos le teman.
En contraparte; conoce al profesorado de la institución, comenzando por la directora Gaby (Mónica Dionne) quien es muy estricta con los estudiantes y maestros; pero llega a conocer a Lucy (Martha Higareda), la maestra más tierna y dulce de la preparatoria con quien tendrá muchas situaciones hilarantes. Con el pasar del tiempo, Zequi aprende a ser una mejor persona aunque no desiste de encontrar el dinero robado. Al mismo tiempo, enseña a sus alumnos a no ser malos o rebeldes como él lo fue alguna vez. Inclusive, sus estudiantes lo respetan y Lucy aprende a ser más suelta con ellos.
Desafortunadamente, Lucy descubre accidentalmente a Zequi y se entera del plan que se llevaba a cabo; por lo que se decepciona ya que estaba enamorada de él. Irónicamente, Zequi también se había enamorado de Lucy por lo que decide devolver el dinero y declararse ante Lucy. Aunque la directora se entera del pasado de Zequi, prefiere negar que todo pasó ya que valora el buen resultado que tuvo con los alumnos problemáticos por lo que acredita sus documentos, otorgándole el título de profesor certificado.
Al final en la fiesta de graduación, los estudiantes celebran con la presentación del grupo musical Reik mientras que Zequi y Lucy se declaran su amor.

## Reparto
- Omar Chaparro - Ezequiel "Zequi" Alcántara
- Martha Higareda - Maestra Lucía "Lucy" Fernández
- Mónica Dionne - Directora Gaby
- Emanuel Lattanzio -  Germán (Alumno experto de robótica)
- Rocío García - Jenny
- Fernanda Castillo - Maestra Carolina
- Regina Pavón - Mónica
- Carla Adell - Laura
- Mario Morán - Cristóbal
- Karen Furlong - Nayeli
- Memo Dorantes - Romo
- Raquel Garza - Maestra Ingrid
- Adal Ramones - Sr. Valdez
- Norma Angélica - Lic. López
- El Cibernético - Paco
- Briggitte Bozzo - Marifer
- Miriam Calderón - Maestra Jimena
- Rogelio Frausto - Leo
- Rossana Engel - Tania
- Lucero Elvira - Arriaga
- Emilio Romero - Danilo
- Adrián Gómez - "El maldoso"
- Pamela Moreno - Cuquis
- Eduardo Ham - Alumno 4.º B
- Tara Parra - Anciana en piscina
- Pakey Vásquez - Kaliman
- Linda Gutiérrez - "La Groserita" 4.º "B"
- Reik son ellos mismos

## Versiones
- En 2013, se realizó su versión original, Fack ju Göhte, dirigido y escrito por el alemán Bora Dagtekin y protagonizado por los actores Elyas M'Barek y Karoline Herfurth.